# الماء على كواكب النظام الشمسي
يختلف وجود الماء على كواكب النظام الشمسي الأرضية (عطارد والزهرة والأرض والمريخ وقمر الأرض المرتبط ارتباطًا وثيقًا) باختلاف الجرم الكوكبي، في حين أن الأصول الدقيقة للماء غير واضحة. بالإضافة إلى ذلك، من المعروف أن القمر القزم سيريس يحتوي على جليد الماء على سطحه.

## المريخ
رُصد وجود كمية كبيرة من الهيدروجين السطحي على المريخ باستخدام مركبة 2001 مارس أوديسي. تشير تقديرات كتلة الماء - عندما يكون خاليًا من ثاني أكسيد الكربون – إلى أن السطح القريب من القطبين يتكون من ماء مُغطى بقشرة رقيقة من مادة دقيقة. أُكِد ذلك من خلال ما رصده رادار مارسيس، ويُقدر وجود 1.6*10^6 كيلومتر مربع من المياه في المنطقة القطبية الجنوبية، وفي حال وُزعت هذه المياه بالتساوي على أنحاء المريخ، فستغطي السطح بطبقة مائية بعمق 11 مترًا (36 قدمًا). تشير عمليات الرصد الإضافية في كلا القطبين إلى أن تلك الطبقة ستكون بعمق 30 مترًا (98 قدمًا)، بينما يشير المطياف النيوتروني الخاص بمركبة مارس أوديسي إلى أن الحد الأدنى للعمق هو 14 سنتيمتر (5.5 بوصة) تقريبًا. تشير الأدلة الجيومورفية إلى وجود كميات أكبر بكثير من المياه السطحية عبر التاريخ الجيولوجي للكوكب، مع طبقة مائية بعمق 500 متر (1600 قدم). بالنظر إلى مخزون الماء الحالي في الغلاف الجوي المريخي، فإن كمية المياه في الغلاف الجوي ستشكل طبقة مائية بعمق 10 ميكرومتر (0.00039 بوصة) فقط. نظرًا لأن الضغط السطحي النموذجي للغلاف الجوي الحالي (600 باسكال) هو أقل من النقطة الثلاثية للماء، فإن الماء السائل يكون غير مستقر على السطح ما لم يكن موجودًا بكميات كبيرة بما يكفي. بالإضافة، يبلغ متوسط درجة الحرارة العالمية نحو 220 كلفن (53− درجة مئوية؛ 64− درجة فهرنهايت)، أي أقل من نقطة تجمد معظم المحاليل الملحية. للمقارنة، كانت أعلى درجة حرارة سطحية نهارية في موقع مركبتي استكشاف المريخ الجوالتين هي 290 كلفن تقريبًا (17 درجة مئوية، 62 درجة فهرنهايت).

## عطارد
نظرًا لقربه من الشمس ونقص المياه المرئية على سطحه، كان يُعتقد أن كوكب عطارد يفتقر للمواد المتطايرة. وجدت بيانات مهمة مارينر 10 دليلًا على وجود غاز الهيدروجين والهيليوم والأكسجين في الغلاف الخارجي لعطارد. عُثر على مواد متطايرة بالقرب من المناطق القطبية للكوكب. مع ذلك، اعتمادًا على بيانات أدوات مركبة ماسنجر، استنتج العلماء أن عطارد كان غنيًا بالمواد المتطايرة. عطارد غني بالبوتاسيوم، الذي اقتُرح كمؤشر على استنفاد المواد المتطايرة على الكوكب. يقودنا هذا لافتراض أن الماء ربما تراكم على سطح عطارد، مقارنةً بسطح الأرض ما لم يكن قريبًا جدًا من الشمس.

## الأرض
يحتوي الغلاف المائي للأرض على نحو 1.46*10^21 كيلوجرام من الماء وتحتوي الصخور الرسوبية على نحو 0.21*10^21 كيلوجرام من الماء، أي أن مجموع كتلة الماء في قشرة الأرض هو نحو 1.67*10^21 كيلوجرام. وفقًا لتقديرات غير دقيقة للغاية، يتراوح مخزون الماء في طبقة الوشاح بين 0.5*10^21 و4*10^21 كيلوجرام. لذلك، يمكن تقدير مخزون الماء الكلي على الأرض بشكل متحفظ بنسبة 0.04% من كتلة الأرض، التي تُقدر بـ5.1*10^21 كيلوجرام تقريبًا.